# Гай Целій Руф (народний трибун)
Гай Целій Руф (*лат. Gaius Caelius Rufus, бл. 88 до н. е. — після 51 до н. е.) — політичний діяч часів занепаду Римської республіки.

## Життєпис
Походив з плебейського роду Целіїв Руфів. Син Гая Целія Руфа. Про молоді роки нічого невідомо. Був еділом у місі Тускул, але рік невідомий. Був легатом пропретор в Македонії в 52 році до н. е.
Обраний плебейським трибуном на 51 рік до н. е. в свою відсутність. Під час каденції наклав заборону на постанови сенату, прийняті всупереч інтересам Гая Юлія Цезаря: про заборону ветувати рішення сенату про провінції, про звільнення легіонерів Цезаря, що відслужили термін; про призначення намісників у преторські провінції. Подальша доля невідома.

## Родина
- Гай Целій Руф, коснул-суфект 4 року до н. е.